# Spondylus gaederopus
Spondyle, Pied-d’âne
Espèce
Spondylus gaederopus, le Spondyle ou Pied-d’âne, est une espèce de mollusques bivalves comestibles de la famille des Spondylidae et que l’on trouve en mer Noire, en Méditerranée et dans le proche Atlantique, du Portugal au Maroc. Plus au sud, elle rejoint l’aire de répartition de Spondylus senegalensis, une espèce étroitement apparentée. Cette espèce est aussi parfois appelée jardon, spondyle européen, huître épineuse, huître à charnière, huître rouge, huître de fond ou spondyle gaideron.

## Description
Spondylus gaederopus présente une coquille inéquivalve de forme ovale et mesure entre 60 et 125 mm. La valve inférieure, soudée au substrat, est plus ventrue que la valve supérieure. Sur chaque valve, la charnière a deux dents à peu près de même taille qui s'insèrent dans les fossettes de l'autre valve (charnière isodonte). Le ligament se trouve dans une fossette entre les dents. Il n'y a qu'un seul muscle adducteur et l’intérieur de la coquille est blanc.
La valve supérieure, la moins volumineuse, est de couleur pourpre ou violette. Elle possède douze côtes radiales, couvertes d'épines courtes et plates en calcaire, disposées de manière irrégulière et d’aspect très variable dépendant des facteurs locaux comme la force du courant. En conséquence, les collectionneurs font la distinction entre de nombreuses variétés.
Valve droite et gauche du même spécimen:

Valve droite
Valve gauche

## Mode de vie
Le spondyle vit dans les eaux peu profondes jusqu'à environ 50 m de profondeur sur des fonds rocheux auquel il se soude. Il se nourrit en filtrant le plancton et les matières organiques qui traversent ses branchies. Il est généralement recouvert par une éponge encroûtante orange-rouge qui le camoufle et donc le protège. Sa valve supérieure peut toutefois être colonisée par d’autres organismes.
Il peut vivre jusqu’à 18 ans et se reproduit à partir de trois ans. Comme tous les pectinides, il est hermaphrodite. La fécondation est externe avec un nombre d’œufs relativement faible (environ 400 000 par saison) qui évoluent en seulement quelques jours en des larves trochophores puis véligères avant de se fixer sur le fond.
Les colonies de cette espèce autrefois très commune se sont effondrées au début des années 1980 et dans les années 2008-2009 pour des raisons inconnues, bien que l’hypothèse d’une épidémie soit fortement envisagée,.
Le spondyle est comestible mais rarement consommé ou commercialisé à cause de son amertume.

## Utilisation et importance en archéologie

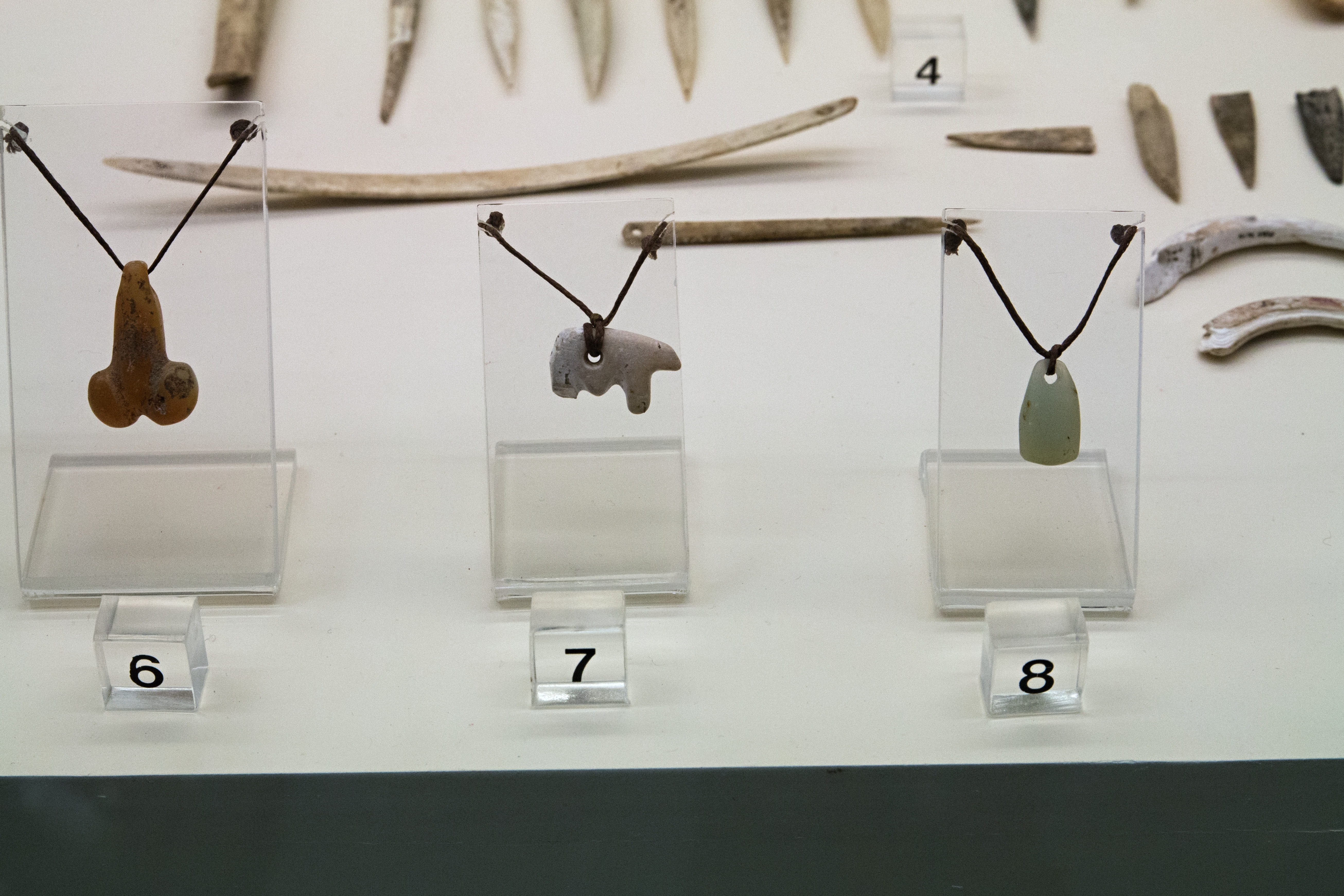
Pendentif en spondyle en forme d’ours (7). Grotte de Kitsos, néolithique.

Une coquille de Spondylus gaederopus a été trouvée dans la Cueva de los Aviones, une grotte située près de Carthagène en Espagne. L'intérieur de sa coquille, vieille d'environ 50 000 ans, contenait de l'hématite ce qui, avec d'autres découvertes de pigments dans cette grotte, a été interprété comme la première preuve de parure colorée découverte en Europe chez l'homme de Néandertal. Ces coquilles étaient transformées en bijoux et échangées sur de longues distances. Certains ont défendu la thèse selon laquelle ce sont surtout des spondyles fossiles qui étaient utilisés. L'analyse des isotopes du strontium indique cependant l'utilisation de coquillages récents. Pour déterminer leur origine, on a très tôt analysé les isotopes de l'oxygène, qui indiquent la mer Noire, ce qui correspond également à la répartition de la fréquence des découvertes archéologiques,.
On trouve des bijoux en spondyle dans les cultures rubanée, de Rössen, de Vinča, de la Tisza, de Gumelniţa, de Bodrogkeresztúr et de la céramique à décor morave (MBK).
Durant la période de la céramique rubanée, des bracelets, des boucles de ceinture, des perles et des pendentifs étaient fabriqués avec les spondyles.
En Grèce, les bijoux en Spondylus sont connus à partir du Néolithique moyen, et encore plus fortement au Néolithique final. Des ateliers où l'on travaillait les coquilles de spondyle sont connus à Dimini.
Lieux de découverte :
- Dispilió (Nomos Kastoria)
- Grotte d'Alepotrypa, Mani
- Grotte Franchthi, Argolide
- Cnossos (Crète)[8]

## Systématique
Le nom valide complet (avec auteur) de ce taxon est Spondylus gaederopus Linnaeus, 1758.
Ce taxon porte en français les noms vernaculaires ou normalisés suivants : Pied d’âne, Spondyle.
Spondylus gaederopus a pour synonymes :
- Spondylus cevikeri Lamprell, Stanisic & Clarkson, 2001
- Spondylus contrarius Anton, 1838
- Spondylus fulvus Schreibers, 1793
- Spondylus gaederopus var. albina Bucquoy, Dautzenberg & Dollfus, 1888
- Spondylus gaederopus var. albinus Monterosato, 1875
- Spondylus gaederopus var. contraria Bucquoy, Dautzenberg & Dollfus, 1888
- Spondylus gaederopus var. coralinus Monterosato, 1875
- Spondylus gaederopus var. corallina Bucquoy, Dautzenberg & Dollfus, 1888
- Spondylus gaederopus var. foliosa Bucquoy, Dautzenberg & Dollfus, 1888
- Spondylus gaederopus var. foliosus Monterosato, 1875
- Spondylus gaederopus var. horrida Dautzenberg, 1895
- Spondylus gaederopus var. inermis Bucquoy, Dautzenberg & Dollfus, 1888
- Spondylus gaederopus var. inermis Monterosato, 1875
- Spondylus gaederopus var. lamellosa Pallary, 1904
- Spondylus gaederopus var. mixta Koch & Pallary, 1900
- Spondylus gaederopus var. spinosa  Pallary, 1904
- Spondylus mediterraneus Hermann, 1781